# 2024年司法院大法官提名
2024年，中華民國總統賴清德提名司法院大法官，補足該年10月任期將屆滿的許宗力等7位大法官名額。總統府於7月中成立審薦小組、8月30日宣布提名張文貞（並為院長）、姚立明（並為副院長）、何賴傑、陳運財、王碧芳、廖福特、劉靜怡等7人為大法官，並於同日咨請立法院同意。立法院在12月間先後舉行公聽會、審查會，12月24日上午行使同意權案記名投票表決。
同意權行使結果，中國國民黨黨團全數不同意，民主進步黨黨團不同意劉靜怡，台灣民眾黨黨團僅同意劉靜怡，因此本次提名無人通過。

## 背景
依據《中華民國憲法增修條文》第5條規定，大法官由總統提名，經立法院同意任命，任期八年，不分屆次、個別計算，不得連任。其中有兩名大法官並為司法院院長、副院長，不受任期的保障。本次大法官提名，是為了補足2016年11月1日就職、2024年10月31日任期屆滿的司法院大法官並為院長許宗力、大法官並為副院長蔡烱燉及大法官許志雄、張瓊文、黃瑞明、詹森林、黃昭元等7個缺額。提名的時空背景，是2024年大選結束不久後。5月就職、擁有提名權的民主進步黨籍總統賴清德，面臨分立政府局面，將對大法官人選行使同意權的是2月就職、以在野黨中國國民黨、台灣民眾黨佔多數的第11屆立法院。
提名時間將近時，民間團體即對總統提出數點建議：審薦小組成員應具多元背景，包括人權專家、學者，重視性別比例平衡；總統應公開被推薦人選，以利社會大眾表達意見；大法官候選人應具備良好品德操守、專業學識和進步的憲政人權理念，組成注重多元和性別比例，考慮少數族群代表；被提名人應願意接受公眾監督，並為正、副院長的大法官還需要重視其對司法改革議題的看法、社會溝通能力及與人民對話的意願；總統應給予立法院至少兩個月的充裕時間，審查被提名人，確保審查程序周延。

## 提名作業
2024年7月15日，總統賴清德核定成立「113年司法院大法官提名審薦小組」，聘任召集人、中華民國副總統蕭美琴，副召集人、前司法院院長賴英照，前司法院副院長謝在全、前大法官林錫堯、前全國律師聯合會理事長陳彥希等五名熟悉大法官釋憲運作的法學界資深人士為成員。隔日，審薦小組召開會議，並公開宣布歡迎各界推薦或自我推薦，徵才期間自7月16日起至8月5日止，為期21天，也主動函請相關機關、學校、團體推薦人選。其中，並為正、副院長的大法官，依照慣例由總統自行提名，不在審薦範圍內。受理時間截止後，審薦小組審核被推薦者資格，並向總統提供有關人選的諮詢、建議。
受理時間內，各界向總統與審薦小組推薦相當多元的人選，包含司法實務界最高法院、最高行政法院的法官，法律學者和律師。檢察官方面，法務部部長鄭銘謙與檢察官協會推薦曾經協助法務部參加憲法訴訟的兩名檢察官，留學德國的林麗瑩與美國史丹福大學法學博士吳巡龍；律師界獲得推薦的有前行政院政務委員羅秉成、常在國際法律事務所資深合夥人陳彥希；學界獲得推薦的有臺灣大學法律學系教授葉俊榮、王皇玉、孫迺翔與國家發展研究所教授劉靜怡。
在法官部分，司法院一次推薦了7名人選，在最高法院中，有民事訴訟專長的民事第三庭庭長魏大喨（國立臺灣大學法學博士，前司法院大法官書記處處長、首屆民事大法庭庭員）、民事第九庭法官鄭純惠（曾承審2004年總統大選當選無效之訴一案，為臺灣高等法院史上第一位女性書記官長），刑事訴訟專長的書記官長林恆吉（當年同時就任最高法院法官中最年輕者，前法官協會理事長）、刑事第四庭法官蘇素娥（曾承審拉法葉案，前司法院刑事廳廳長）、刑事第九庭法官何信慶（前刑事大法庭成員）獲得推薦；在最高行政法院部分，則推薦行政訴訟專長的第四庭審判長王碧芳（承審「關廠工人失業案」，曾任大法官書記處處長，協助大法官釋憲轉型憲法訴訟）、書記官長張國勳（承審街頭藝人案、女性夜間工作案，並就後者聲請釋憲）。王碧芳同時獲得司法院院長、最高行政法院院長、法官協會與女法官協會推薦。
除了司法院推薦的法官，還有台灣高等法院院長高金枝、台南分院院長黃瑞華、高雄分院院長簡色嬌與高雄高等行政法院院長蘇秋津等四名法官，獲得其他單位推薦。律師出身的國防部長顧立雄推薦高金枝、黃瑞華與前監察委員林雅鋒。評論認為，高金枝有可能被任命為司法院的院長。
總統府於2024年8月30日召開記者會，由審薦小組召集人、副總統蕭美琴主持，總統府秘書長潘孟安、副秘書長張出席，宣布總統賴清德將提名張文貞、姚立明、何賴傑、陳運財、王碧芳、廖福特、劉靜怡7位為大法官，並介紹被提名人、接受記者詢答。

## 提名人選
總統府官方說明，賴清德選擇張文貞、姚立明擔任正副院長，是為了持續推動司法改革，讓司法體系以價值領導為重要導向，提名大法官的核心考量則是專業性、進步性、國際化，兼顧理念與實務。本次大法官被提名人共有7人，如下表所示。
| 姓名   | 資格                         | 專長                                                  | 最高學歷                          | 當時職位                                                          | 同意權行使 | 同意權行使 | 同意權行使 |
| 姓名   | 資格                         | 專長                                                  | 最高學歷                          | 當時職位                                                          | 同意       | 不同意     | 結果       |
| ------ | ---------------------------- | ----------------------------------------------------- | --------------------------------- | ----------------------------------------------------------------- | ---------- | ---------- | ---------- |
| 張文貞 | 公法或比較法研究者 （第5款） | 憲法、行政法、國際法                                  | 美國耶魯大學 法學博士             | 國立臺灣大學法律學院特聘教授 國立陽明交通大學科技法律學院合聘教授 | 51         | 62         | 不同意     |
| 姚立明 | 富有政治經驗 （第6款）       | 憲法                                                  | 德國比勒菲爾德大學 法學博士       | 財團法人國會觀察 文教基金會董事長                                 | 51         | 62         | 不同意     |
| 何賴傑 | 法學教授 （第4款）           | 刑事法                                                | 德國杜賓根大學 法學博士           | 國立政治大學法律學系 專任教授                                     | 51         | 62         | 不同意     |
| 陳運財 | 法學教授 （第4款）           | 刑事法                                                | 日本神戶大學 法學研究科法學博士   | 國立成功大學 法律學系教授                                         | 51         | 62         | 不同意     |
| 王碧芳 | 法官（第1款）                | 行政法、憲法                                          | 國立臺灣大學法律學研究所 法學碩士 | 最高行政法院 法官兼審判長                                         | 51         | 62         | 不同意     |
| 廖福特 | 公法或比較法研究者 （第5款） | 國際法、憲法                                          | 英國牛津大學 法學博士             | 中央研究院法律學研究所 研究員                                     | 51         | 62         | 不同意     |
| 劉靜怡 | 公法或比較法研究者 （第5款） | 憲法、人工智慧法學、資訊法學 科技法學、行政法、國際法 | 美國芝加哥大學 法學博士           | 國立臺灣大學國家發展研究所 教授兼所長                             | 8          | 105        | 不同意     |

民主進步黨立法院黨團稱賴清德所選擇的名單「比好更好」，達到性別平等，有首位女性司法院院長人選張文貞，被提名人劉靜怡也多次反對民進黨一些政策的言論，可見提名是以專業為考量；中國國民黨立法院黨團稱對名單「失望透頂、無法接受」，憲法法庭恐將成為「民進黨的附隨組織」；台灣民眾黨立法院黨團則認為提名人選「猶如公然用政治力凌駕司法」，將嚴加審查。

## 同意權的行使
總統賴清德在2024年8月30日下午，以咨文咨請立法院同意張文貞、姚立明、何賴傑、陳運財、王碧芳、廖福特、劉靜怡等7位擔任大法官。
人事案於9月20日排入立法院會議，交付全院委員會審查。這段期間，民主進步黨籍前總統蔡英文提名組成的許宗力法庭在卸任前夕，先後於9月底、10月底作成死刑釋憲案、國會職權修法釋憲案兩件判決。依菱傳媒報導，中國國民黨基於反對廢死、「報復」國會職權修法釋憲案等理由，可能反對不支持國會改革法案的張文貞、何賴傑、廖福特等三人、支持廢除死刑的劉靜怡、陳運財，以及與賴清德關係甚篤的姚立明；他們可能僅同意王碧芳一人。
總統府秘書長潘孟安在10月15日，率七名被提名人赴立法院，拜會院長韓國瑜，希望他協調立法委員排審大法官人事同意權案。10月31日，包含司法院院長、副院長在內的7名原任大法官卸任，而立法院尚未審查人事案；因此，自11月1日起，暫時由年資最深的大法官謝銘洋代理司法院院長、擔任憲法法庭審判長。至11月14日，韓國瑜主持立法院黨團協商，決議在12月2日舉行司法院大法官人事同意權案公聽會，由各黨團推派專家學者參加；12月10日起連續3天將召開全院委員會，審查大法官被提名人；12月24日表決，行使同意權。
同意權行使結果，中國國民黨黨團全數不同意，民主進步黨黨團不同意劉靜怡，台灣民眾黨黨團僅同意劉靜怡，因此本次提名無人通過。
針對投票意向，民主進步黨黨團總召柯建銘稱投票前已告知賴清德，並表示自被提名之後，劉靜怡多次辱罵民進黨，甚至羞辱黨籍立委王義川，「若今天黨團再投票給劉，不就自己自殺就好」、「這部分就是屬於黨團自主」。台灣民眾黨黨團則表示劉靜怡被提名後仍勇於針對議題表態，展現超出黨派的態度，較姚立明、廖福特等人更具被提名資格，並稱劉遭黨意封殺，是民進黨立委對賴清德提名的不信任投票。

## 相關事件
2024年10月25日，新國會智庫舉行「人民的憤怒法官聽見了嗎？反對大法官實質廢死」民調發佈會，顯示80.5%的民眾反對大法官釋憲進行「實質廢死」。
2024年12月3日，因不滿113年憲判字第8號判決結果，死刑釋憲案受害者家屬和公民團體在凱道舉行「只有愛如故，追思白玫瑰」活動，向立法院提出「拒絕廢死派大法官」訴求。

## 外部連結
- 113年司法院院長、副院長及大法官被提名人簡介，總統府
- 113年司法院院長、副院長及大法官被提名人審議進度，立法院